# Främmande land
Främmande land är en svensk långfilm som hade TV-premiär 3 september 2010 i SVT som del i satsningen Frizon, och biopremiär 9 september 2010. Den är skapad av Niklas Holmgren och Anders Hazelius.

## Om filmen
Främmande land är ett filmdrama om kärlek, saknad och död. Den är inspelad på gotländska Fårö och Fårösund under augusti 2008 och är också en modern hyllning till regissören Ingmar Bergman.

## Handling
Filmen skildrar två kvinnors vistelse på Fårö. Elisabeth flyr sitt liv i Stockholm på grund av en familjetragedi, för att ta hand om en stugby. På stranden hittar hon en 13-årig pojke som hon gömmer i sitt hus. Skådespelaren Cecilia befinner sig tillsammans med ett filmteam på ön. Hon missköter sitt arbete och riskerar mista sin roll. Hon möter 17-årige Christoffer som ställer allt på sin ända. På ön konfronteras de med sina liv och ställs inför sina svåraste val någonsin.

## Skådespelare
- Jonatan Blode
- Liv Enqvist
- Joakim Jurell
- Adam Lundgren
- Joel Lützow
- Franciska Löfgren
- Ulla-Britt Norrman
- Camilla Nyberg Waller
- Peter Schildt
- Emma Swenninger
- Annika Wallin Öberg